# Гаджиев, Юнис Мухтар оглы
Юнис Мухтар оглы Гаджиев (азерб. Yunis Muxtar oğlu Hacıyev; 17 мая 1923, Джеватский уезд — ?) — советский азербайджанский животновод, Герой Социалистического Труда (1958).

## Биография
Родился 17 мая 1923 года в селе Сайбалы Джеватского уезда Азербайджанской ССР (ныне в Агджабединском районе)[уточнить].
С 1939 года чабан овцеводческой фермы, с 1950 года главный чабан совхоза «28 апреля» Евлахского района. Юнис Гаджиев, отличился, как хороший организатор труда, и если в 1940 году настриг шерсти с каждой овцы составлял 2 килограмма, то в 1954 году продуктивность овец увеличилась до 4,1 килограмм. В 1957 году получил от 100 овцематок получил 120 ягнят, в 1962 году от 100 овцематок Гаджиев получил 135 ягнят. Юнис Гаджиев проявил себя как хороший селекционер, был одним из участник вывода новой породы овец — Мингечаурской, которая позже давала высокие показатели шерсти — в 1952 году с каждой овцы новой породы настригли по 5550 килограмм шерсти.
Указом Президиума Верховного Совета СССР от 21 ноября 1958 года за выдающиеся успехи, достигнутые в деле развития овцеводства и увеличения производства шерсти Гаджиеву Юнису Мухтар оглы присвоено звание Героя Социалистического Труда с вручением ордена Ленина и золотой медали «Серп и Молот».
Активно участвовал в общественной жизни Азербайджана. Член КПСС с 1953 года. Делегат XXII съезда КПСС.
В 2002 году удостоен Персональной стипендии Президента Азербайджанской Республики.
Проживал в пгт 28 Апреля Евлахского района.